# Margit Zinke

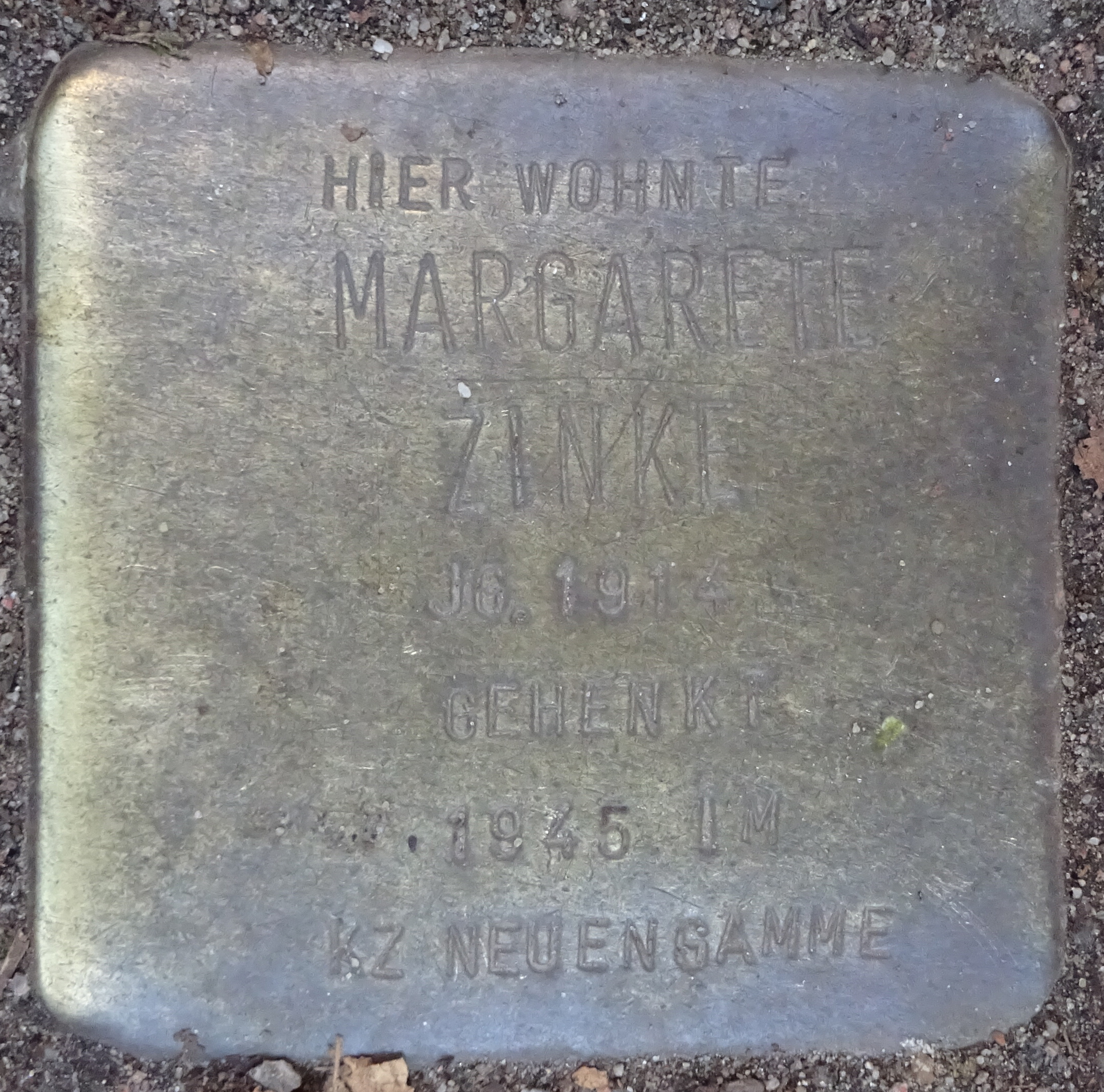
Stolperstein für Margarethe Zinke im Falkenried 26 in Hamburg-Hoheluft-Ost.

Margit Zinke (eigentlich Margarete geborene Meier, adoptierte Fleischner geschiedene Speckin verheiratete Zinke) (* 18. Januar 1914 in München; † 21. April 1945 im KZ Neuengamme) war eine deutsche kommunistische Widerstandskämpferin gegen den Nationalsozialismus und NS-Opfer.

## Leben
Margit war die Tochter der ledigen Arbeiterin Katharina Meier in München, die ihr Kind zur Adoption freigab. An Kindes statt angenommen wurde sie von dem Major Woldemar Emil Fleischner und seiner Ehefrau Martha, die in gesicherten Verhältnissen lebten und sich in Neuburg, Donauwörth und seit 1924 in einer bürgerlichen Gegend von Hamburg niederließen. Um ihr eine standesgemäße Erziehung zu gewährleisten, kam sie als Zehnjährige auf die Katholische Höhere Mädchenschule am Hamburger Holzdamm, wo Ursulinen-Nonnen eine Privatschule führten. Die meisten Schülerinnen kamen aus wohlhabenden Familien. Darunter waren Mädchen von katholischen Konsulatsangehörigen lateinamerikanischer und afrikanischer Länder. Margit war eine gute Schülerin und in ihrer Klasse integriert, charakterlich war sie von Tatendrang erfüllt, galt aber manchmal auch als bestimmend und großmäulig. Begeistert spielte sie in der Hockeymannschaft des HSV mit. Trotz aller Disziplinierung zu Hause und durch die Ursulinerinnen sprach Margit offen aus, was sie bewegte und kritisierte, was ihr nicht passte. Bei manchen Erzieherinnen eckte sie an, und bei Kameradinnen galt sie als Rebellin. Deshalb wurde sie von den Fleischners mit 17 Jahren von der Schule genommen und in einem Eutiner Ursulinerinnen-Internat untergebracht. Aber hier spielte sich ähnliches ab, und sie musste sich immer wieder vor der Schulleitung für ihr aufsässiges Verhalten rechtfertigen. Im Frühjahr 1932 legte sie ihre Mittlere Reife ab und ging nach Hamburg zurück.
Als sie 1932 erfuhr, dass sie ohne ihr Wissen bei Adoptiveltern aufgewachsen war, brach sie das Verhältnis zu den Fleischners ab. Etwa zur gleichen Zeit hatte sie den Polizeiwachtmeister Heinrich Speckin, kennengelernt, und stellte ihn als künftigen Ehemann vor. Der wurde aber als nicht standesgemäß abgelehnt. So verließ sie 1934 das Haus und heiratete ihn 1935. Speckin musste aber einen sozialen Abstieg hinnehmen und war Hafenarbeiter geworden. Sie schlugen sich unter großen Mühen durchs Leben, denn kurz hintereinander bekamen sie drei Kinder: 1936 Tochter Maria-Luise, 1937 Sohn Claus-Uwe und 1939 Sohn Lars. Speckins Mutter Minna wohnte am damaligen Langenkamp (heute Poelchaukamp) und führte einen Tabakladen in Winterhude. Die Großmutter nahm Maria-Luise bei sich auf und zog sie groß. Die Ehe mit Heinrich Speckin wurde im Januar 1942 wieder geschieden. Zwar kam er seinen finanziellen und persönlichen Pflichten als Kindsvater nach, dennoch musste die junge Mutter Margit ihr Leben weiter einschränken. Sie zog im Frühling 1942 mit Claus-Uwe und Lars in eine kleine Wohnung am Falkenried 26. Es war kein leichtes Leben, denn sie lehnte jede Kontaktaufnahme zu ihrer wohlhabenden Adoptivmutter ab. Nun lebte sie in kleinbürgerlich-proletarischem Umfeld in enger Nachbarschaft zu bewussten Sozialdemokraten und Kommunisten. Als sie dort eingezogen war, lernte sie den in ihrer Nähe wohnenden Paul Zinke kennen, einen gelernten Elektriker von der Stülcken-Werft.
Eine jähe Wendung nahm ihr Familienleben, als Paul Zinke zur Wehrmacht eingezogen wurde. Wegen „Wehrunwürdigkeit“ wurde er in das Bewährungsbataillon 999 gepresst. Paul Zinke hatte trotzdem Glück, denn er kam in eine „Ersatzeinheit“ nach Jugoslawien und überlebte. Nach nur zehn Monaten, Ende April 1944, kam er aus dem Bewährungsbataillon zurück. Wenige Tage darauf wurde er jedoch erneut eingezogen und zur Organisation Todt (OT) geschickt. Hier arbeitete Zinke weitere sieben Monate, bis September 1944 an wechselnden Orten, unter anderem auch in Trier und auch in Hamburg, wo er mit Freunden und Genossen Kontakte aufnehmen konnte.
Margit hatte sich im Laufe der Zeit und zunehmend während des Krieges zu einer entschiedenen Gegnerin des NS-Systems entwickelt. Bei Fliegeralarm im Bunker oder im Haus äußerte sie sich offen abfällig gegen das Hitler-Regime. Ihre Unvorsichtigkeit kam bei Zusammenkünften der Partei- und Gesinnungsgenossen um ihren Mann und Ernst Fiering, zu denen Margit mehr und mehr gehörte, zur Sprache, denn sie galt – obwohl kein offizielles KPD-Mitglied – dennoch als treue Genossin. Sie wurde von der Gruppe auch in gefährliche Aktionen des Widerstandes im Hafen mit einbezogen.
Eine dieser Aktionen wurde ausgelöst durch die Bombardierung von öffentlichen Gebäuden und Gefängnissen. Die Justizverwaltung sah sich angesichts der Zerstörungen gezwungen, 2000 Straf- und Untersuchungsgefangenen Hafturlaub zu erteilen, der auf zwei Monate begrenzt wurde. Viele Freigelassene nutzten diese Chance, um dem Strafvollzug zu entgehen und tauchten unter. Allein 70 Männer und Frauen aus der Widerstandsgruppe Bästlein-Jacob-Abshagen gingen in den Untergrund, auch bei den Zinkes. Paul Zinke war mit dem Bewährungsbataillon in Jugoslawien, so dass Margit Zinke als eine sichere Adresse erschien. Ein stark gefährdeter Flüchtling war Hans Hornberger. Margit Zinke war beauftragt, ihn notfalls bei sich zu verstecken. In die Widerstandsgruppe um Fiering und Zinke wurde jedoch 1943 der Spitzel Alfons Pannek eingeschleust. Paul Zinke traf sich mehrfach mit ihm, ohne Verdacht zu schöpfen. Am 27. November 1944 wurde Paul Zinke verhaftet und zusammen mit anderen aus der Gruppe, u. a. mit Ernst Fiering, Marie Fiering und seiner Schwester im Gestapo-Gefängnis Fuhlsbüttel in „Schutzhaft“ genommen. Anfang Februar 1945 wurde auch Ehefrau Margit verhaftet und nach Fuhlsbüttel gebracht. Ihre drei Kinder wurden auf verschiedene Hamburger Familien zur Pflege verteilt.
Margit Zinke hat am 23. März 1945 aus dem Gefängnis einen Brief geschrieben, in dem sie ihre Sorge um die Kinder zum Ausdruck brachte. Es ist das einzige schriftliche und auch letzte Zeugnis von Margit Zinke. Die Gestapo hatte sogenannte Liquidationslisten erstellt mit den Namen von 13 Frauen und 58 Männern, die zur Ermordung vorgesehen waren. Als sich Anfang April 1945 die Alliierten der Stadt näherten, gab SS-Gruppenführer Georg Henning Graf Bassewitz-Behr, der Chef von SS und Polizei im Wehrkreis X (Hamburg) den Befehl, das Gestapo-Gefängnis Fuhlsbüttel zu räumen und die Gefangenen in das KZ Neuengamme zu verbringen, was zwischen dem 18. und dem 20. April geschah. In den folgenden Tagen wurden alle 71 Personen während des Verbrechens der Endphase im KZ Neuengamme ermordet, unter ihnen Margit Zinke.
Margit und Paul Zinke hatten am 1. Juli 1944 geheiratet. Aus ihrer Ehe ging eine Tochter Ursula hervor.

## Ehrungen
- An ihrer letzten Wohnadresse Falkenried 26 (Hamburg-Nord, Hoheluft-Ost)  verlegte der Aktionskünstler Gunter Demnig zwei Stolpersteine für Margit Zinke und Paul Zinke.
- Mit dem Namen Margit-Zinke-Straße wurde 1995 eine Straße im Hamburger Stadtteil Allermöhe im Hamburger Bezirk Bergedorf benannt.[1]